# Nerviano
Nerviano es una localidad italiana de la provincia de Milán, región de Lombardía,  con 17.388 habitantes.

## Evolución demográfica
| Gráfica de evolución demográfica de Nerviano entre 1861 y 2001 |
|                                                                |
| Fuente ISTAT - elaboración gráfica de Wikipedia                |